# Giuseppe Fernandez de Medrano
Giuseppe Fernandez de Medrano, marchese di Mompilieri (Palermo, 13 novembre 1651 – Palermo, 29 luglio 1718), è stato un nobile, giurista e magistrato italiano.

## Biografia
Nato a Palermo il 13 novembre 1651, il padre Clemente era un nobile spagnolo giunto in Sicilia, appartenente alla famiglia Fernández de Medrano dei Signori di Valdossera. Appassionatosi fin dalla tenera età alla letteratura, alla filosofia e alla matematica, dopo essere divenuto dottore in legge, a 19 anni iniziò a praticare la professione di avvocato.
Affermatosi in ambito forense, i suoi primi incarichi furono quelli di giudice della Corte pretoriana di Palermo, e quello di giudice della Real Zecca. Fu più volte eletto giudice della Regia Gran Corte e del Tribunale del Concistoro, nonché regio consigliere, e promosso ad auditore generale della gente di guerra. Ebbe successivamente la cariche di presidente del Tribunale della Regia Giunta di Messina, di avvocato fiscale della Regia Gran Corte e di maestro razionale del Real Patrimonio. Nel 1699, il Fernandez de Medrano ebbe la dignità di presidente del Tribunale del Concistoro, e nel medesimo anno, ottenne investitura maritali nomine del titolo di Marchese di Mompilieri, attraverso il suo secondo matrimonio con Fiordiligi Merelli.
Eletto deputato del Regno nel 1702, l'anno seguente, nel 1703, gli venne assegnta la carica presidente del Tribunale del Regio Patrimonio. La sua carica più alta la ottenne nel 1714, in cui gli venne affidato l'ufficio di presidente della Regia Gran Corte, il massimo tribunale del Regno di Sicilia.
Morì a Palermo il 29 luglio 1718, all'età di 68 anni, e fu sepolto nella cappella di San Casimiro all'interno della Chiesa di San Nicola da Tolentino, nella capitale isolana.

### Matrimoni e discendenza
Giuseppe Fernandez de Medrano, V marchese di Mompilieri, sposò in prime nozze la nobildonna Francesca Omodei Notar Andrea, figlia di Antonio, da cui ebbe i figli Francesco, VI marchese di Mompilieri († 1767), Niccolò e Alfonso († 1763), quest'ultimo ecclesiastico.
In seconde nozze, contrasse matrimonio con la nobildonna Fiordiligi Merelli Alliata, figlia di Barnaba Giacinto, I marchese di Mompilieri, da cui non ebbe discendenti.